# سی (موزل)
سی (موزل) (به انگلیسی: Seille (Moselle)) رودخانهای است که در فرانسه جریان دارد.